# セネガル国際航空
セネガル国際航空（セネガルこくさいこうくう、Air Sénégal International）はセネガル共和国にかつて存在していた航空会社。2009年4月29日に運行を休止した。その後、この会社の後継航空会社としてセネガル航空を設立。2011年1月25日より運航を開始した。
1971年2月1日に創業。以後、2001年、ロイヤル・エア・モロッコグループ入りし国際キャリアの仲間入りを果たした。
レオポール・セダール・サンゴール国際空港（ダカール）が根拠地。

## 目的地
- 2006年8月現在。

- 国内定期航路: カップスキリング（カザマンス）、 ダカール、 サンルイ、 タンバクンダ、ジガンショール。

- 国際定期航路: アビジャン、アクラ、バマコ、バンジュール、ビサウ、カサブランカ、コナクリ、コトヌー、ロメ、リヨン、マドリッド、マルセイユ、ミラノ、ニアメ、ヌアクショット、ワガドゥグー、パリ（オルリー空港）、プライア。

## 保有機材
2008年4月現在。
- ボーイング737-700型4機

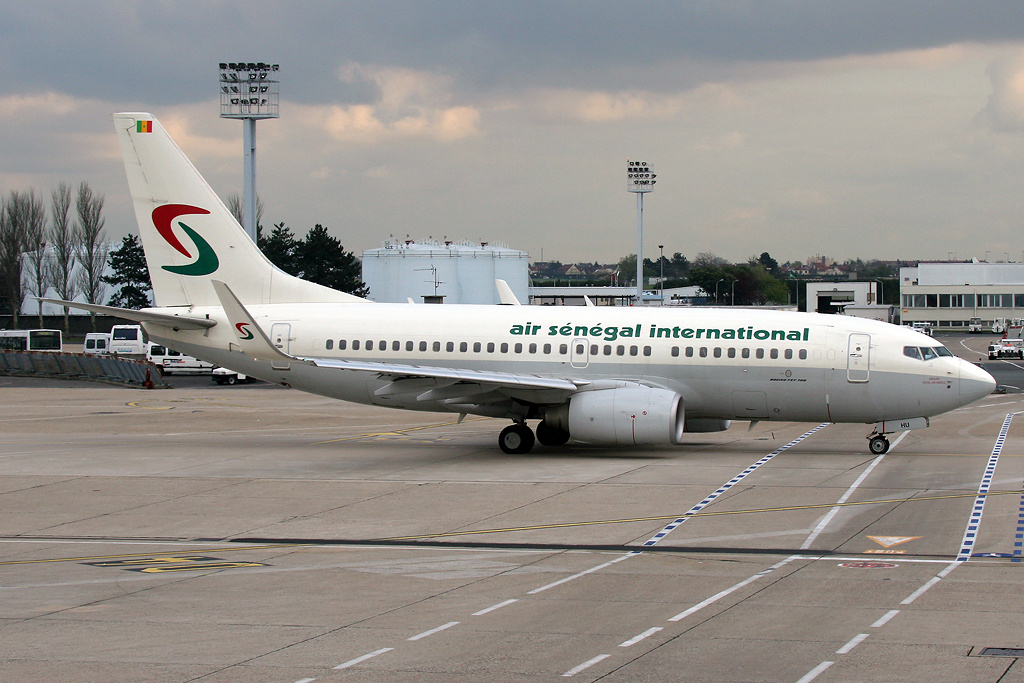
B737-700

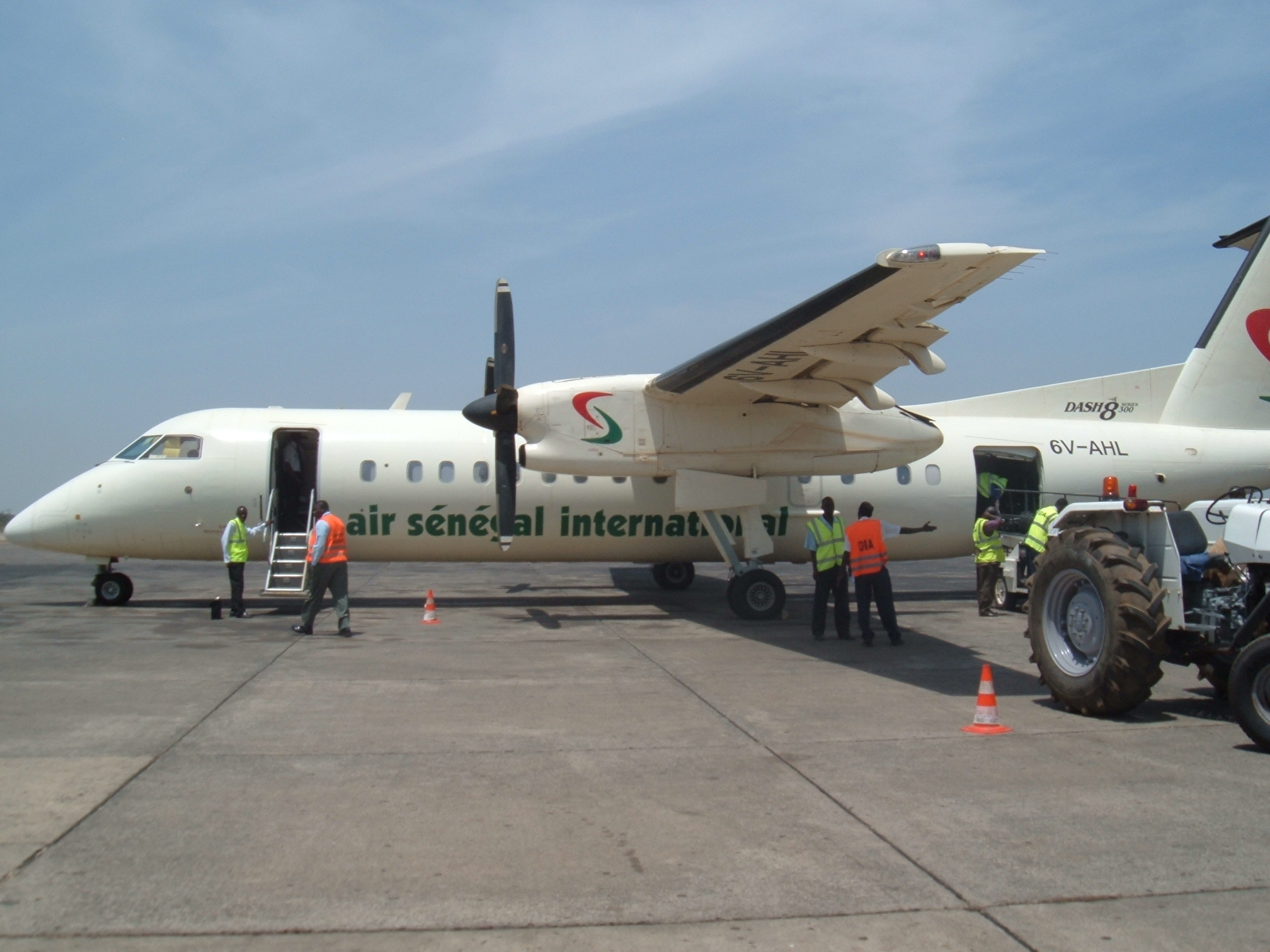
ボンバルディア・ダッシュ8-Q300

- ボンバルディア・ダッシュ8-Q300型1機